# جیسون لازاک
جیسون لازاک (به انگلیسی: Jason Lezak) ورزشکار مرد رشتهٔ شنا اهل کشور ایالات متحده آمریکا است. وی در بین سال‌های ‎۲۰۰۰ تا ۲۰۱۲ میلادی در مسابقات بازی‌های المپیک تابستانی در مجموع ۸ مدال، شامل ۴ مدال طلا و ۲ نقره و ۲ برنز را کسب کرد.